# Abdul Hafiz
Abdul Hafiz (* 1. September 1995) ist ein indonesischer Leichtathlet, der sich auf den Speerwurf spezialisiert hat.

## Karriere
Erste internationale Erfahrungen sammelte Abdul Hafiz im Jahr 2014, als er bei den Juniorenasienmeisterschaften in Taipeh mit einer Weite von 62,30 m den sechsten Platz belegte. Im Jahr darauf erreichte er bei den Asienmeisterschaften in Wuhan mit 58,71 m Rang elf und 2017 gewann er bei den Südostasienspielen in Kuala Lumpur mit einem Wurf auf 69,30 m die Silbermedaille hinter dem Thailänder Peerachet Jantra. 2018 nahm er erstmals an den Asienspielen in Jakarta teil und wurde dort mit 67,47 m Zwölfter. 2019 schied er bei der Sommer-Universiade in Neapel ohne einen gültigen Versuch in der Qualifikation aus, gewann aber im Dezember bei den Südostasienspielen in Capas mit neuer Bestleistung von 71,00 m die Silbermedaille hinter dem Philippiner Melvin Calano. 2022 sicherte er sich dann bei den Südostasienspielen in Hanoi mit 70,58 m die Silbermedaille hinter dem Vietnamesen Nguyễn Hoài Văn und anschließend belegte er bei den Islamic Solidarity Games in Konya mit 62,02 m den fünften Platz. Im Jahr darauf siegte er mit 69,60 m bei den Südostasienspielen in Phnom Penh und gelangte anschließend bei den Asienmeisterschaften in Bangkok mit 62,53 m auf Rang zehn. Im Oktober wurde er bei den Asienspielen in Hangzhou mit 70,89 m Neunter. 2025 brachte er bei den Asienmeisterschaften in Gumi in der Vorrunde keinen gültigen Versuch zustande.
In den Jahren 2017 und 2019 wurde Hafiz indonesischer Meister im Speerwurf.